# Krzemień (Dobrzany)
Krzemień (deutsch Kremmin) ist ein Dorf im Westen der polnischen Woiwodschaft Westpommern und gehört zur Stadt- und Landgemeinde Dobrzany (Jakobshagen) im Powiat Stargardzki (Stargard in Pommern).

## Geographische Lage
Das Dorf liegt in Hinterpommern, 35 Kilometer östlich der Kreisstadt Stargard im Südosten des Landschaftsschutzpark Iński Park Krajobrazowy am Jezioro Krzemień  (Kremminer See). Durch den Ort fließt die Ina (Ihna).

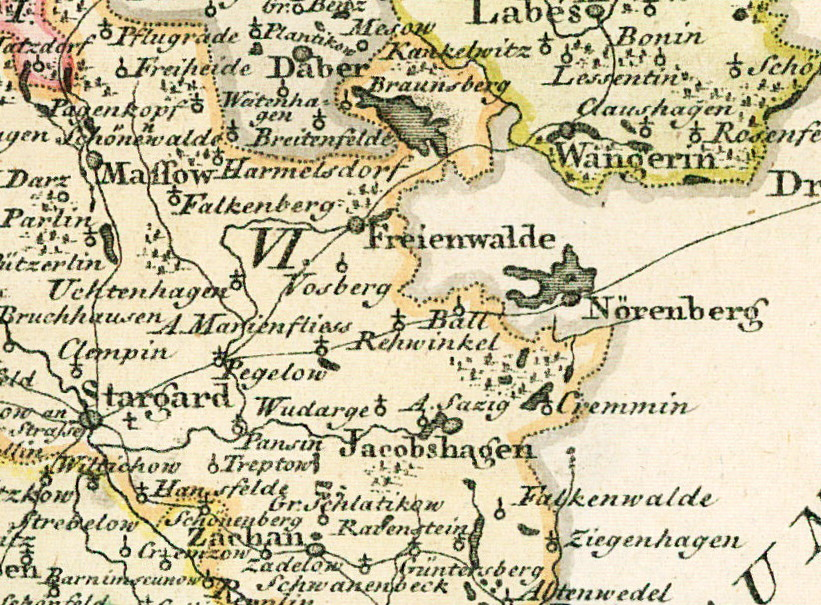
Kremmin (Cremmin) an der pommerschen Grenze zur Neumark, östlich von Stargard in Pommern und südlich von Nörenberg (Ińsko), auf einer Landkarte von 1794

## Verkehr
Krzemień ist in acht Kilometern von Dobrzany (Jakobshagen) aus auf einer Nebenstraße zu erreichen, die nach Sulibórz führt und dort auf die Woiwodschaftsstraße 151 (Świdwin (Schivelbein) – Gorzów Wielkopolski (Landsberg a.d. Warthe)) trifft.
Die nächste Bahnstation ist das acht Kilometer entfernte Ognica (Stolzenhagen) an der Bahnlinie von Piła (Schneidemühl) nach Ulikowo (Wulkow). Zwischen 1896 und 1945 bestand Bahnanschluss über den zwei Kilometer weiter südlich gelegenen Ort Butow an der Bahnlinie Trampke–Kashagen–Klein Spiegel der Saatziger Kleinbahnen.

## Geschichte
Am 9. Oktober 1296 wurde Kremmin in einer Urkunde aufgeführt, als die Markgrafen von Brandenburg die Mönche des neuerrichteten Kloster Reetz ausstatten. Im Jahre 1500 wurde Kremmin beim Schwur einer Urfehde genannt.
Im Jahr 1945 gehörte Kremmin zum Landkreis Saatzig im Regierungsbezirk Stettin der preußischen Provinz Pommern des Deutschen Reichs. Die Gemeinde war in den Amts- und Standesamtsbezirk Temnick eingegliedert, dem auch die Gemeinden Gräbnitzfelde und Konstantinopel  zugeordnet waren.
Nach dem Zweiten Weltkrieg wurde Kremmin zusammen mit ganz Hinterpommern im Sommer 1945 von der sowjetischen Besatzungsmacht gemäß dem Potsdamer Abkommen unter polnische Verwaltung gestellt. Danach wanderten Polen vor allem aus zuvor polnischen Gebieten im Osten zu. Die polnische Ortsbezeichnung Krzemień wurde eingeführt. Soweit die Dorfbewohner nicht geflohen waren, wurden sie in der Folgezeit von der örtlichen polnischen Verwaltungsbehörde aus Kremmin vertrieben.
Das Dorf ist heute Teil der Gmina Dobrzany im Powiat Stargardzki in der Woiwodschaft Westpommern (1975 bis 1998 Woiwodschaft Stettin). Hier leben jetzt 169 Einwohner.

### Ortsname
Ältere Formen des deutschen Ortsnamens sind Cremmin und Kremin. Die deutsche Ortsbezeichnung Kremmin gibt es noch einmal in Mecklenburg-Vorpommern.

### Demographie
| Jahr | Einwohner | Anmerkungen                                   |
| ---- | --------- | --------------------------------------------- |
| 1816 | 277       | [ 1 ]                                         |
| 1852 | 449       | [ 2 ]                                         |
| 1910 | 357       |                                               |
| 1925 | 312       | darunter 290 Evangelische und drei Katholiken |
| 1933 | 310       | [ 4 ]                                         |
| 1939 | 281       | [ 4 ]                                         |

## Kirche

### Kirchspiel
Vor 1945 war der überwiegende Teil der Bevölkerung von Kremmin evangelischer Konfession. Bis 1688 gehörte das Dorf zum Kirchspiel Temnick (heute polnisch: Ciemnik). 1688 dann wurde Kremmin Pfarrsitz des nunmehr nach ihm benannten Kirchspiels. Es lag im Kirchenkreis Jakobshagen (Dobrzany) in der Kirchenprovinz Pommern der Kirche der Altpreußischen Union.
In das Kirchspiel Kremmin waren die Filialgemeinden Temnick (Ciemnik), Butow (Bytowo) und Konstantinopel (Dolice) eingepfarrt. 1940 betrug die Gesamtgemeindegliederzahl 1302. Das Kirchenpatronat oblag für Kremmin den staatlichen Behörden, für Temnick und Butow den jeweiligen Rittergutsbesitzern.
Seit 1945 lebt in Krzemień eine fast ausnahmslos katholische Bevölkerung. Der Pfarrsitz in Krzemień wurde aufgelöst, und die Kirchenglieder gehören heute zur Pfarrei Dobrzany (Jakobshagen) im Dekanat Suchań (Zachan) im Erzbistum Stettin-Cammin der Katholischen Kirche in Polen. Hier lebende evangelische Kirchenglieder sind der Trinitatiskirchengemeinde in Stettin (ehemalige St. Gertrudkirche in Stettin-Lastadie) in der Diözese Breslau der Evangelisch-Augsburgischen Kirche in Polen zugeordnet.

### Pfarrer bis 1945
Seit Bestehen des Kirchspiels Kremmin von 1688 bis 1945 amtierten in Kremmin 12 evangelische Geistliche:
1. Johann Behrendt der Jüngere, 1688–1695 (vorher in Temnick)
2. Christian Klatt, 1696–1720
3. Joachim Friedrich Walther, 1720–1732
4. Georg Christoph Sydow, 1733–1740
5. Christian Lütcke, 1740–1754
6. Christian Heinrich Kuhse, 1755–1791
7. Adolf Friedrich Kuhse (Sohn von 6.), 1792–1843
8. Julius Friedrich Wilhelm Stosch, 1843–1862
9. Karl Alexander Eduard Dittmann, 1863–1880
10. Friedrich Otto Brinkmann, 1881–1909
11. Max Zastrow, 1909–1936
12. Rudolf Schulze, 1937–1945.

## Gedenkstein
Im Jahre 2010 wurde an der Kirche ein Gedenkstein zur Erinnerung an die deutschen Einwohner des Dorfes Kremmin errichtet. An dem Granitfindling wurde eine Gedenktafel mit einer in Deutsch und Polnisch verfassten Inschrift befestigt. Die deutsche Inschrift lautet wörtlich: „Dieser Gedenkstein möge dem Andenken und der Huldigung für diejenigen Pommern sein, die auf diesem Boden lebten und wie ein Korn, das in der Erde liegt, bis in Ewigkeit ruhen. KREMMIN 12.06.2010.“

## Söhne und Töchter des Orts
- Andreas Hakenberger (1574–1627), deutscher Komponist.

## Trivia
Im Nachlass von Karl Friedrich Schinkel (1781–1841) befand sich eine architektonische Zeichnung mit dem Titel „Längen- und Querprofil des oberen Theils der Kirche in Kremmin, Kreis Saazig, Regierungs-Bezirk Stettin“.